# Condado de Taylor (Iowa)
El condado de Taylor (en inglés: Taylor County, Iowa), fundado en 1847, es uno de los 99 condados del estado estadounidense de Iowa. En el año 2000 tenía una población de 6958 habitantes con una densidad poblacional de 5 personas por km². La sede del condado es Bedford.

## Historia
El Condado de Taylor, se formó en 1847. Debe su nombre al general Zachary Taylor.

## Geografía
Según la Oficina del Censo, el condado tiene un área total de 1386 km² (535,1 mi²), de la cual 1383 km² (534 mi²) es tierra y 3 km² (1,2 mi²) es agua.

### Condados adyacentes
- Condado de Adams norte
- Condado de Ringgold este
- Condado de Worth sureste
- Condado de Nodaway suroeste
- Condado de Page oeste

## Demografía
En el 2000 la renta per cápita promedia del condado era de $31 297, y el ingreso promedio para una familia era de $37 194. El ingreso per cápita para el condado era de $15 082. En 2000 los hombres tenían un ingreso per cápita de $26 631 contra $19 162 para las mujeres. Alrededor del 12.10% de la población estaba bajo el umbral de pobreza nacional.
| 1900   | 1910   | 1920   | 1930   | 1940   | 1950   | 1960   | 1970 | 1980 | 1990 | 2000 |
| ------ | ------ | ------ | ------ | ------ | ------ | ------ | ---- | ---- | ---- | ---- |
| 18 784 | 16 312 | 15 514 | 14 859 | 14 258 | 12 420 | 10 288 | 8790 | 8353 | 7114 | 6958 |

## Lugares

### Ciudades y pueblos
- Bedford
- Blockton
- Clearfield
- Conway
- Gravity
- Lenox
- New Market
- Sharpsburg

### Principales carreteras
- Carretera de Iowa 2
- Carretera de Iowa 25
- Carretera de Iowa 148